# Kronobageriet (Karlskrona)
Kronobageriet i Karlskrona i Blekinge län i Sverige ligger på det gamle militærområde Stumholmen. Bygningen blev opført i 1730'erne med tre etager. Oprindelig var der et kronobageri mere i Karlskrona på den anden side af sundet, men bygningen blev beskadiget ved bybranden i 1790.
Et nyt bageri blev bygget i 1864 og det gamle blev kornmagasin. Bygningen blev ombygget i 1908, hvor den blandt andet blev forhøjet med en etage, hvorefter den blev beklædningslager. Bageriet havde allerede inden ombygningen en kubisk bygningskrop med et vandret delt valmet tag (et særligt tag på frigårde).
Udvendigt har bygningen beholdt sin arkitektur, mens den indvendigt er indrettet med flere beboelseslejligheder.
Kronobageriet er en del af Flådehavnen Karlskrona, der siden 1998 har stået på UNESCOs Verdensarvsliste.
56°09′38″N 15°35′47″Ø / 56.1606°N 15.5965°Ø